# 汶萊伊斯蘭教

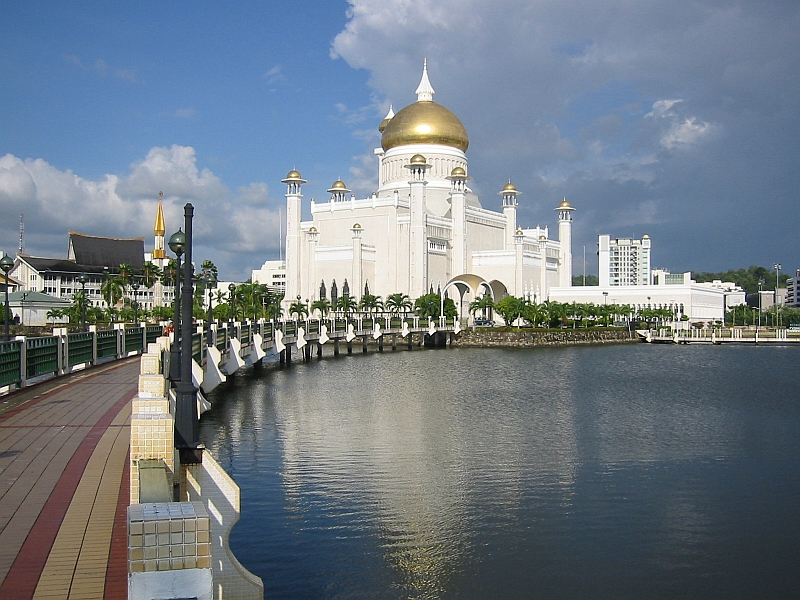
汶萊的大清真寺

伊斯蘭教是文萊的官方宗教，82.1％的人口是穆斯林。
最大穆斯林族羣是馬來人，遵從遜尼派中的沙菲儀派。大多數其他的穆斯林群體是島上原住民與華人。
伊斯蘭教是在15世紀時被馬六甲王国蘇丹接受，傳統上，蘇丹是負責維護伊斯蘭傳統，雖然這個也是委派任命的官員的責任。
自20世紀30年代，蘇丹利用上升的石油收入提供了一個龐大的社會福利制度和促進伊斯蘭教，包括資助建清真寺，朝覲，並擴大宗教事務局。